# 勒米尔蒙
勒米尔蒙（法語：Remiremont，法語發音：[ʁəmiʁmɔ̃] ⓘ），法国东北部城市，大东部大区孚日省的一个市镇，隶属于埃皮纳勒区，其市镇面积为18平方公里，2022年1月1日时人口数量为7,500人，是该省人口第六多的市镇，在法国城市中排名第1,365位。
勒米尔蒙位于孚日省东南部，孚日山脚下的摩泽尔河畔，自公元七世纪起成为聚落，因修道院而兴盛，现代为一个区域性的中心城市，埃皮纳勒－比桑铁路和多条公路在此交汇。法国前总理朱尔·梅利纳和足球运动员纳比尔·巴哈出生于勒米尔蒙。法国前参议院主席克里斯蒂安·蓬斯莱曾于1983至2001年间担任勒米尔蒙市长职务。

## 地名来源
“勒米尔蒙”一名最初于公元640年以“Montis Romarici”的形式被记载，意为“罗马里克之山”，罗马里克的一名天主教圣人，他在此处修建了一处修道院。

## 历史

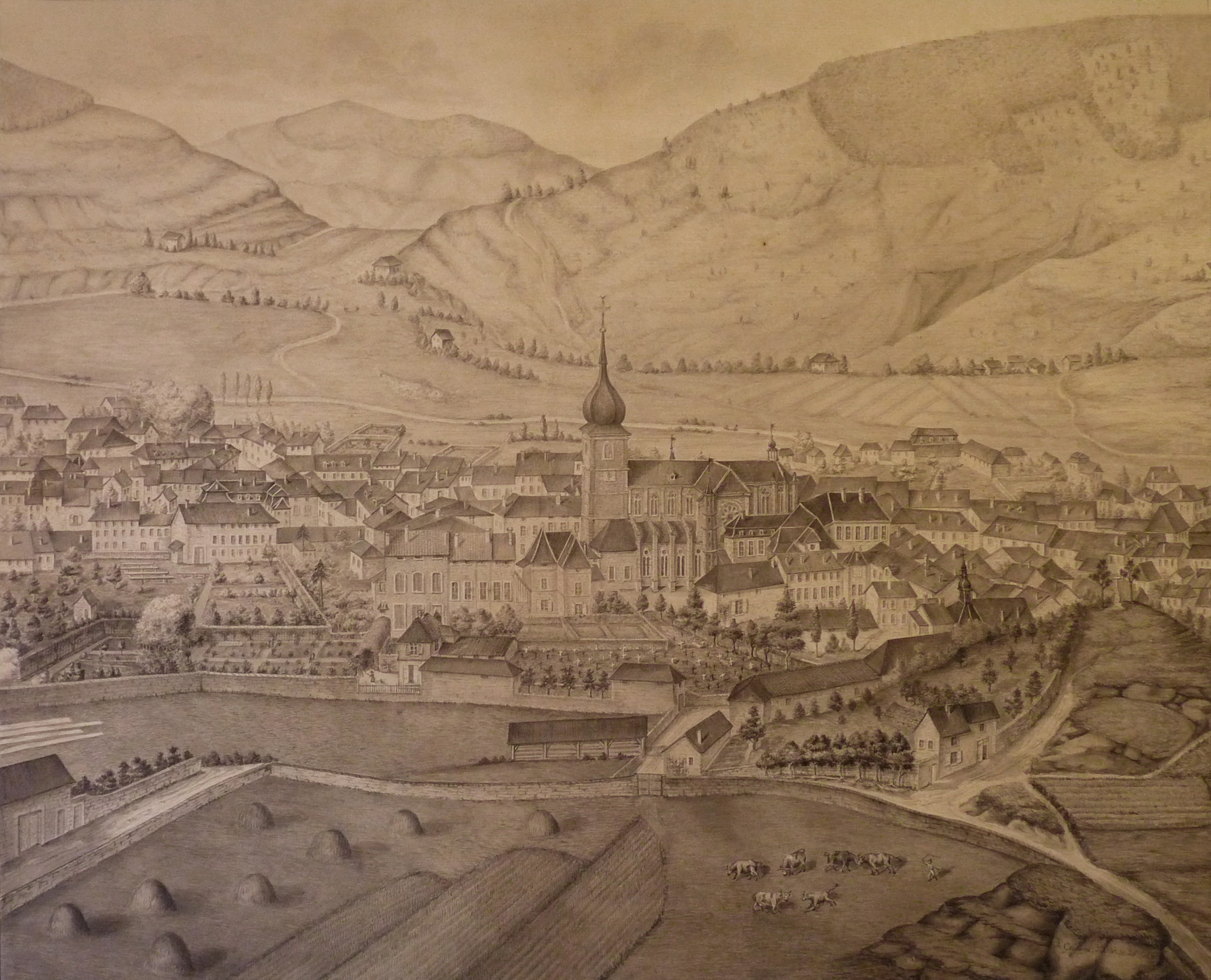
19世纪初的勒米尔蒙

勒米尔蒙始建于公元7世纪，彼时，道士罗马里克在摩泽尔河右岸的一处山岭上修建了一处修道院（其所在地今位于圣艾蒂安-莱勒米尔蒙和圣阿梅交界处），同时在山脚下修建了一处女子修道院（位于今勒米尔蒙镇中心）。中世纪后，勒米尔蒙成为神圣罗马帝国的一处教省，其修道院附近逐渐形成聚落，在当地女牧师的管理下，勒米尔蒙成为一座远近闻名的疗养地。法国哲学家米歇尔·德·蒙田曾于1580年游览此地，并在其《旅游日记》中详细描述了勒米尔蒙的整洁以及修道院女牧师们的慈祥。法国大革命后，勒米尔蒙修道院被关闭，勒米尔蒙成为孚日省的一个市镇以及该省的一个地区行署，自1800年起成为副省会。工业革命期间，途径勒米尔蒙的埃皮纳勒－比桑铁路建成运行。普法战争结束后，勒米尔蒙成为了法国的一个边境城市，其附近的帕尔蒙城塞于1876年建成。一战后，随着阿尔萨斯-洛林重归法国，勒米尔蒙的军事地位有所下降。1920年，法国海军一艘以“勒米尔蒙”命名的通报舰投入使用，后于1936年退役。1926年，根据雷蒙·普恩加莱改革方案，勒米尔蒙副省政府被撤销，勒米尔蒙区整体并入埃皮纳勒区。1977年，勒米尔蒙当地地方历史爱好者建立了勒米尔蒙历史学会。2007年6月10日，由勒米尔蒙出发前往巴黎的高速列车于当日早晨9:06驶出，成为孚日省历史上的首班高速列车。

## 地理

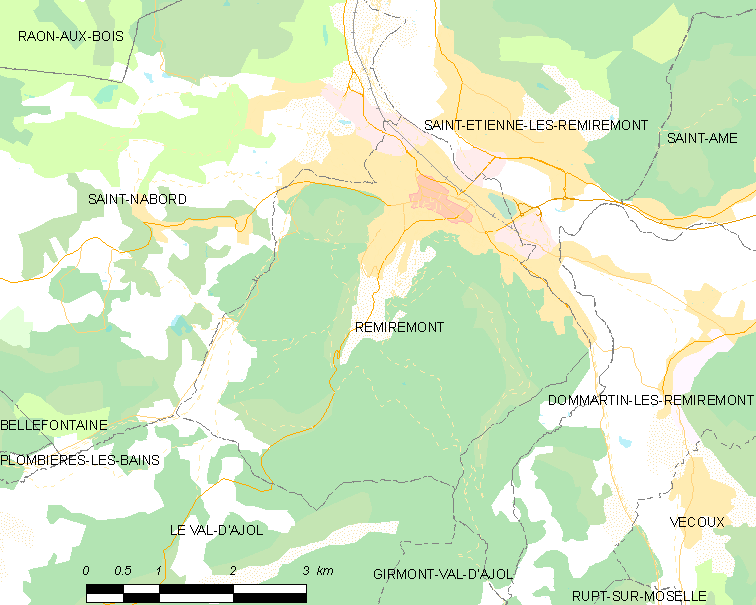
勒米尔蒙市镇范围地图

勒米尔蒙位于法国东北部，大东部大区东部和孚日省东南部，距离省会埃皮纳勒大约27公里。与勒米尔蒙接壤的市镇包括：圣纳博尔、圣艾蒂安-莱勒米尔蒙、勒瓦勒达若勒。

### 地形
勒米尔蒙位于孚日山西南部山脚下，境内以山地为主，市镇中心位于一处地势较为平坦的河谷之中，东、北、南三侧为山脉，全境海拔在379到762米之间。

### 水文
摩泽尔河干流自东向西北流经境内，该河在市区东北部有一处洪水过后遗留的湖泊，经人工改造后成为休闲度假区；摩泽尔河左岸支流富绍溪（ruisseau de Fouchot）流经市区，其水量较小，部分河段被人工建筑物覆盖。

### 植被
勒米尔蒙属于温带阔叶混交林区，林地广泛分布于河流附近及市镇范围南部的山地地区，市中心的罗丹主教公园（Parc de Monseigneur Rodhain）是当地主要的城市绿地。
在鲜花城市的评比中，勒米尔蒙被评为3星级鲜花城市。

### 气候
勒米尔蒙在柯本气候分类法中属于带有海洋性特征的温带大陆性气候，其地理位置距离海岸线较远，且背靠面向大西洋的山丘，故当地的气候区域性特征较为明显。

## 行政区划
勒米尔蒙的市镇编号为88383，邮政编号为88200。
在行政管理方面，勒米尔蒙隶属于法国大东部大区孚日省埃皮纳勒区；在地方选举方面，勒米尔蒙是勒米尔蒙县的中央投票站所在地，其市镇范围全境被划入孚日省第三选区；在社会管理方面，勒米尔蒙是南孚日山之门市镇公共社区的核心市镇。
法国国家统计与经济研究所（简称）在进行数据统计时，将勒米尔蒙及相邻的另外5个市镇设为勒米尔蒙城市核心区以及勒米尔蒙城市区。自2020年起，勒米尔蒙城市区被包含12个市镇的勒米尔蒙城市辐射区代替。此外，还将勒米尔蒙市镇分为了4个“块区”（IRIS），以便于统计人口分布情况。

## 交通

### 公路
法国国道N57线和N66线在勒米尔蒙附近交汇，另有多条孚日省省道连接勒米尔蒙。大东部大区下属的城际客运提供巴士线路，可前往埃皮纳勒、热拉尔梅、勒瓦勒达若勒、比桑等地。
| 8 巴黎 第戎 | 99 |

| 4 里昂 马赛 | 109 |

| 埃皮纳勒 | 27 |

| 孚日圣迪耶 | 56 |

| 科尔马 | 79 |

| 布吕耶尔 | 30 |

| 斯特拉斯堡 | 137 |

| 南锡 | 95 |

| 贝尔福 | 69 |

| 讷沙托 | 104 |

| 沃苏勒 | 65 |

| 米卢斯 | 81 |

| 吕克瑟伊莱班 | 34 |

| 吕尔 | 51 |

2018年，62.6%的勒米尔蒙家庭拥有至少一辆私人汽车。2019年，勒米尔蒙境内共发生各类交通事故1起，造成1人受伤。

### 铁路

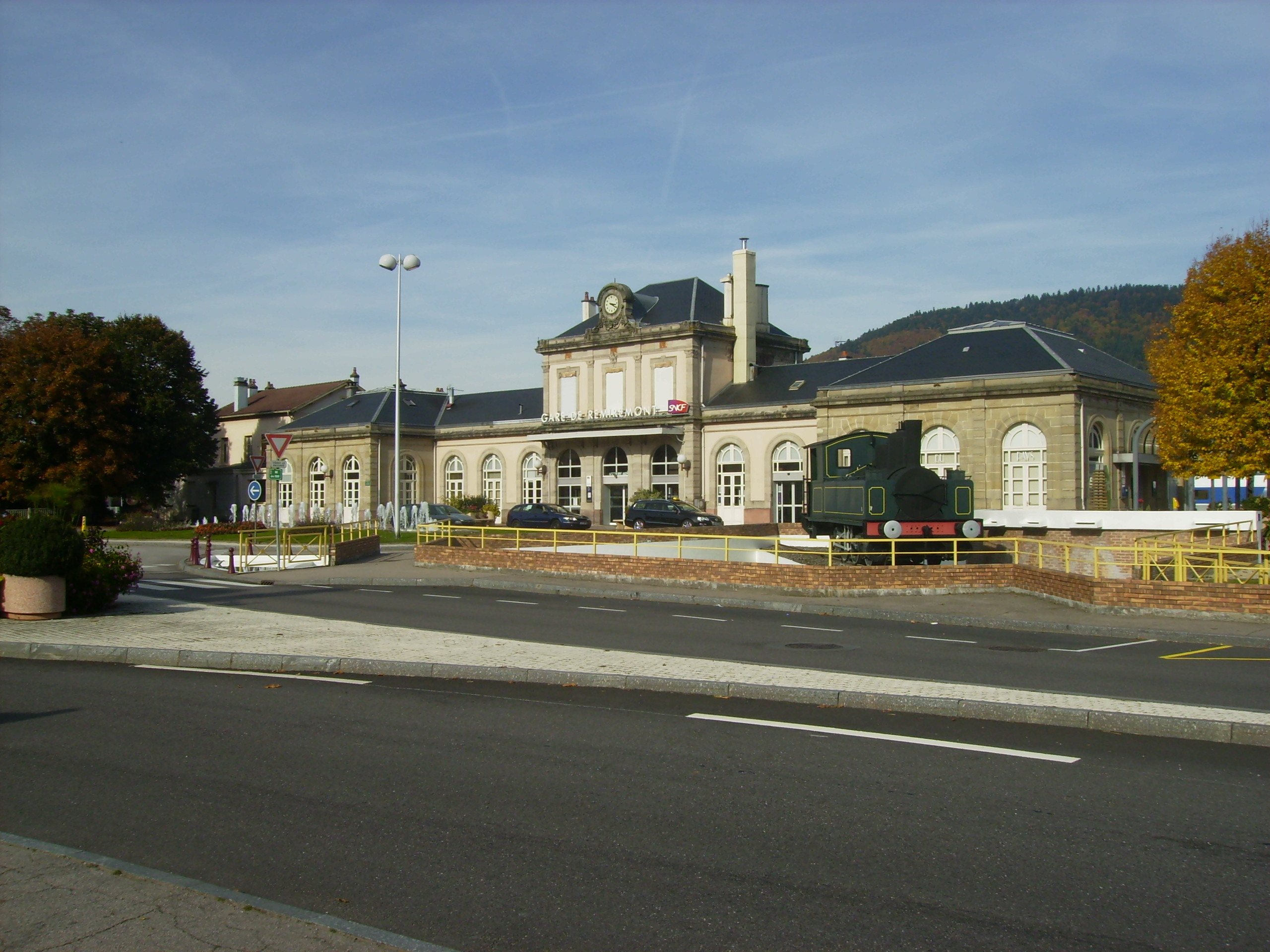
勒米尔蒙火车站主站房

勒米尔蒙位于埃皮纳勒－比桑铁路、勒米尔蒙－科尼尔蒙铁路和勒米尔蒙－热拉尔梅铁路的交汇处，其中前往比桑、科尼尔蒙和热拉尔梅方向的铁路均因客流不足而关闭，前往埃皮纳勒方向的铁路则已完成电气化改造。勒米尔蒙站位于市区东部，每天开行两班直达巴黎东站的高速列车和前往南锡城站的区域列车。

### 航空
距离勒米尔蒙最近的民用航空站为巴塞尔-米卢斯-弗赖堡欧洲机场，距离勒米尔蒙市中心的公路里程约109公里。

### 城市公共交通
自2021年1月起，在勒米尔蒙市政府的批准下，勒米尔蒙民间的公共交通联盟组织开行市区摆渡巴士，当地居民穆罕默德·卡姆拉（Mohamed Kamla）作为志愿者自发担任驾驶员，乘客则多为当地的中小学生以及参加集市的老年人，路线覆盖了勒米尔蒙市区内的主要街道和居民区。

## 政治

### 市政内阁

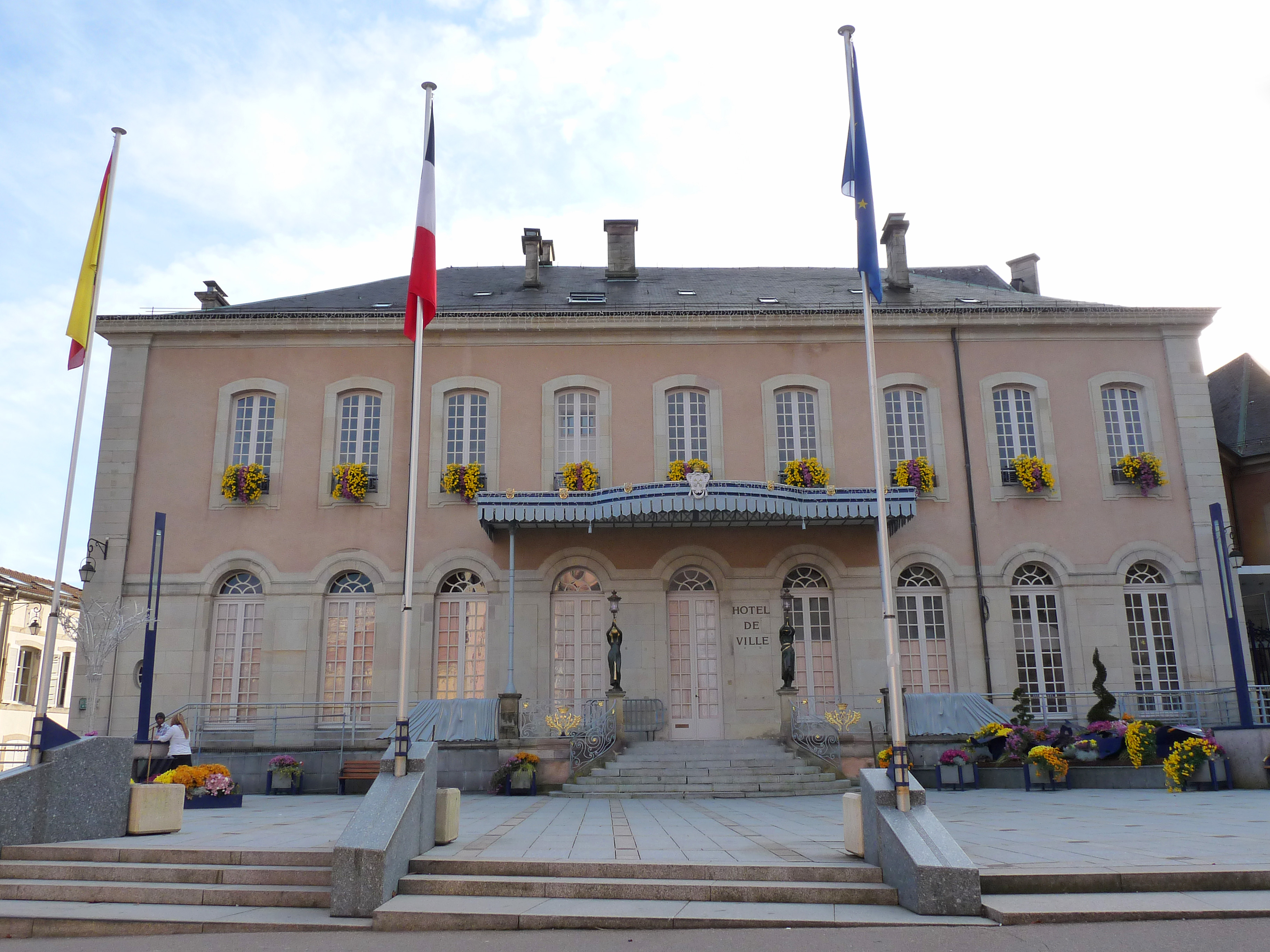
勒米尔蒙市政厅

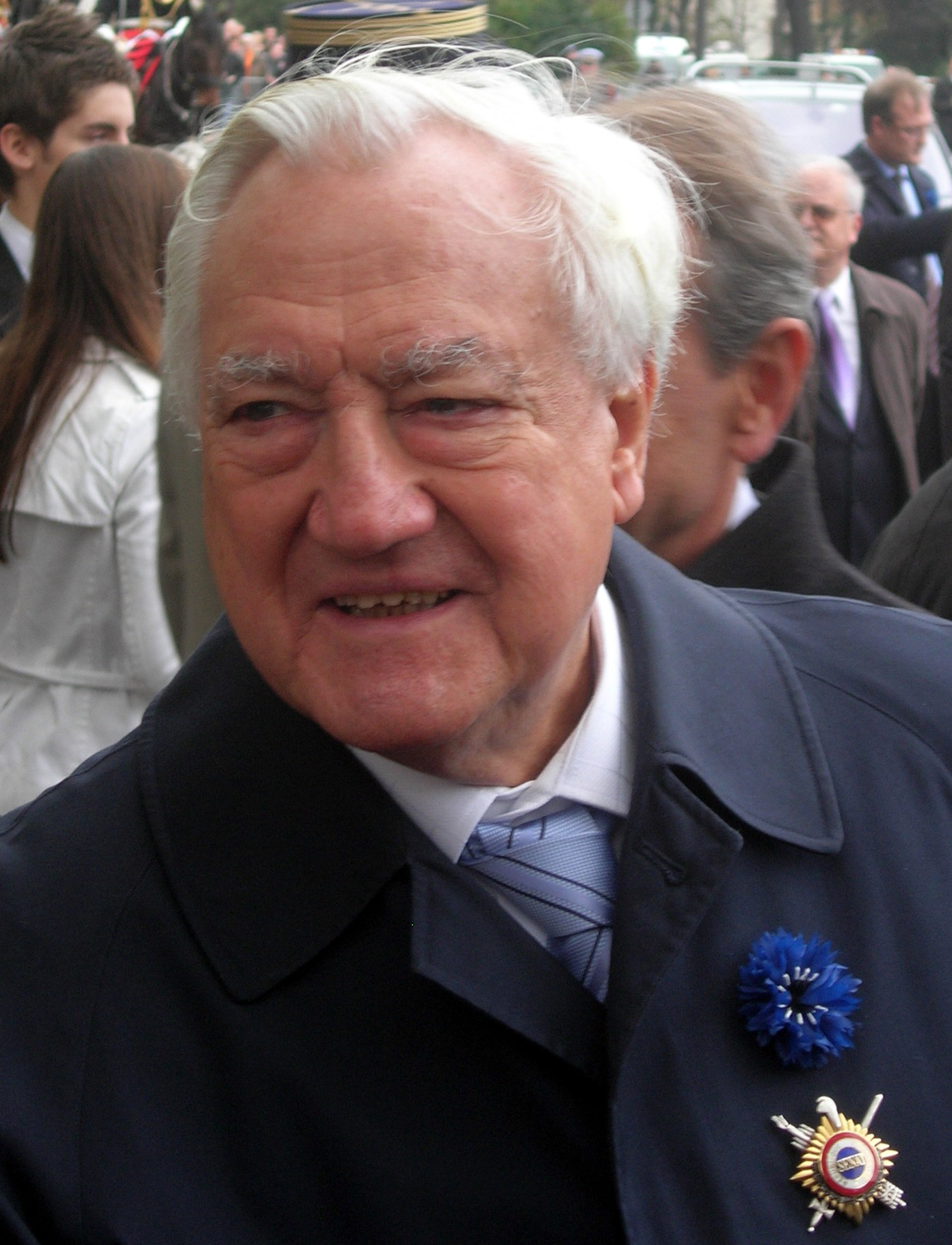
克里斯蒂安·蓬斯莱

勒米尔蒙的现任市长为让-伯努瓦·蒂斯朗先生（Jean-Benoît Tisserand），他是一名右翼无党派人士，在2020年的市政选举中获得了100%的支持率（无其他候选人）。
| 勒米尔蒙历届市长 | 勒米尔蒙历届市长                       | 勒米尔蒙历届市长                           |
| 任期             | 市长                                   | 党派                                       |
| ---------------- | -------------------------------------- | ------------------------------------------ |
| 1945年－1963年   | Jean-Marie Grenier 让-马里·格勒尼耶    | MRP人民共和运动                            |
| 1963年－1965年   | Georges Antuszewicz 乔治·安图谢维奇    | 不详                                       |
| 1965年－1971年   | Pierre Bucher 皮埃尔·布赫尔            | 不详                                       |
| 1971年－1983年   | Gilbert Zaug 吉尔贝·佐格               | RPR保衛共和聯盟                            |
| 1983年－2001年   | Christian Poncelet 克里斯蒂安·蓬斯莱   | RPR保衛共和聯盟                            |
| 2001年－2014年   | Jean-Paul Didier 让-保罗·迪迪埃        | UMP人民运动联盟 →DVD右翼无党派人士         |
| 2014年－2016年   | Bernard Godfroy 贝尔纳·戈德弗鲁瓦      | 無黨籍                                     |
| 2016年－2020年   | Jean Hingray 让·安格雷                 | UDI民主人士和独立人士联盟 →Centriste中间派 |
| 2020年－         | Jean-Benoît Tisserand 让-伯努瓦·蒂斯朗 | DVD右翼无党派人士                          |

### 各级选举
| 勒米尔蒙历届投票选举结果 | 勒米尔蒙历届投票选举结果 | 勒米尔蒙历届投票选举结果 | 勒米尔蒙历届投票选举结果        | 勒米尔蒙历届投票选举结果 | 勒米尔蒙历届投票选举结果 | 勒米尔蒙历届投票选举结果        | 勒米尔蒙历届投票选举结果 | 勒米尔蒙历届投票选举结果 |
| 选举项目                 | 选区单位                 | 选举结果                 | 选举结果                        | 选举结果                 | 选举结果                 | 选举结果                        | 选举结果                 | 参考资料                 |
| 选举项目                 | 选区单位                 | 第一轮胜出者             | 第一轮胜出者                    | 支持率                   | 第二轮胜出者             | 第二轮胜出者                    | 支持率                   | 参考资料                 |
| ------------------------ | ------------------------ | ------------------------ | ------------------------------- | ------------------------ | ------------------------ | ------------------------------- | ------------------------ | ------------------------ |
| 2017年法國總統選舉       | 勒米尔蒙市镇             |                          | 埃马纽埃尔·马克龙               | 24.8%                    |                          | 埃马纽埃尔·马克龙               | 67.62%                   | [ 29 ]                   |
| 2017年法国立法选举       | 孚日省第三选区           |                          | 克洛德·蒂拉尔                   | 33.24%                   |                          | 克里斯托夫·内格伦               | 58.96%                   | [ 29 ]                   |
| 2019年欧洲议会选举       | 勒米尔蒙市镇             |                          | Renaissance                     | 26.52%                   | （不适用）               | （不适用）                      | （不适用）               | [ 29 ]                   |
| 2021年法国省级选举       | 勒米尔蒙县               |                          | 瓦莱丽·扬科夫斯基 弗朗索瓦·旺松 | 62.98%                   |                          | 瓦莱丽·扬科夫斯基 弗朗索瓦·旺松 | 78.24%                   | [ 30 ]                   |
| 2021年法国大区选举       | 勒米尔蒙市镇             |                          | 让-罗特纳                       | 49.4%                    |                          | 让-罗特纳                       | 56.3%                    | [ 31 ]                   |

## 人口
2018年，勒米尔蒙市镇人口数量为7,691，在法国排名第1,365位。其中男性3,465人，女性4,226人，75岁及以上人口占12.6%，外籍人口数量为2,043人，人口密度为427人/平方公里，当地居民被称为（男性）或（女性）。2019年，勒米尔蒙境内出生71人，死亡人口100人。
| 年份   | 1936   | 1946   | 1954  | 1962  | 1968  | 1975   | 1982  | 1990  | 1999  | 2006  | 2007  | 2012  | 2017  | 2019  |
| ------ | ------ | ------ | ----- | ----- | ----- | ------ | ----- | ----- | ----- | ----- | ----- | ----- | ----- | ----- |
| 人口數 | 10,462 | 10,319 | 9,799 | 9,350 | 9,312 | 10,552 | 9,985 | 9,068 | 8,538 | 8,182 | 8,104 | 7,766 | 7,714 | 7,691 |

## 经济

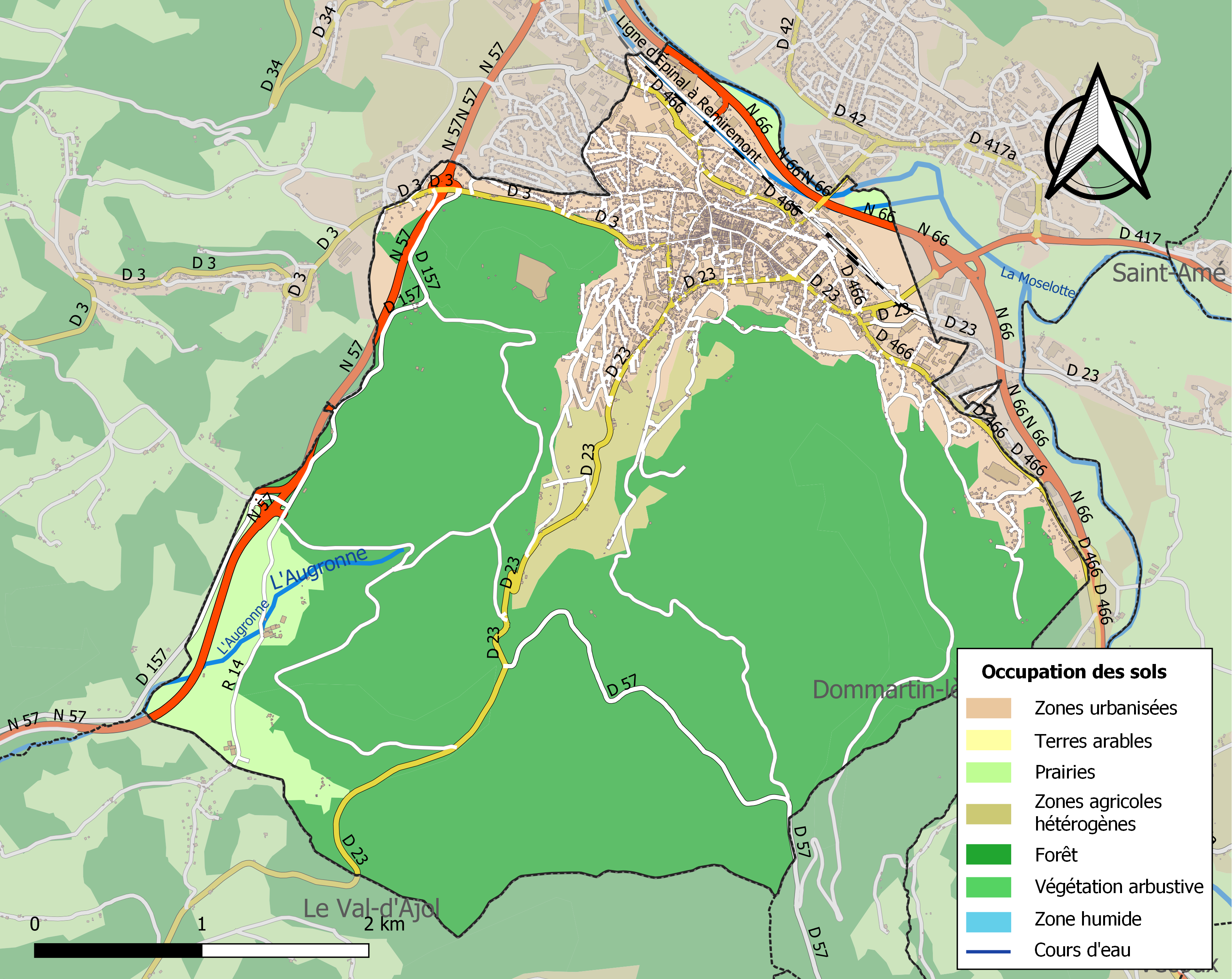
勒米尔蒙土地利用情况地图

勒米尔蒙是一个区域性的中心城市。2022年1月，勒米尔蒙市镇范围内共有各类用人单位（包含自雇）1,453家，比上一年增加了30家。（药品销售）、（建材销售）及（汽车销售）是当地2020年营业额最高的三个企业，分别为70,065,838欧元、32,027,940欧元和12,731,017欧元。

## 财政与居民收入
2020年，勒米尔蒙的财政收入总额为11,149,400欧元，财政支出总额为9,959,160欧元，当年的债务总额为11,310,600欧元。2021年，勒米尔蒙共获得1,868,771欧元的国家财政补助，比上一年减少了0.05%。
2019年，勒米尔蒙的人均月收入总额为2,041欧元，其中高级职员为3,618欧元，低于法国平均水平（4,230欧元）；中级职员为2,200欧元，低于法国平均水平（2,411欧元）；普通职员为1,636欧元，亦低于法国平均水平（1,740欧元）。
2018年，勒米尔蒙境内的青壮年（15至64岁）失业率为20.5%，当地43.2%的家庭拥有纳税资格，平均纳税3,004欧元，低于法国平均水平（3,910欧元）。

## 社会事务

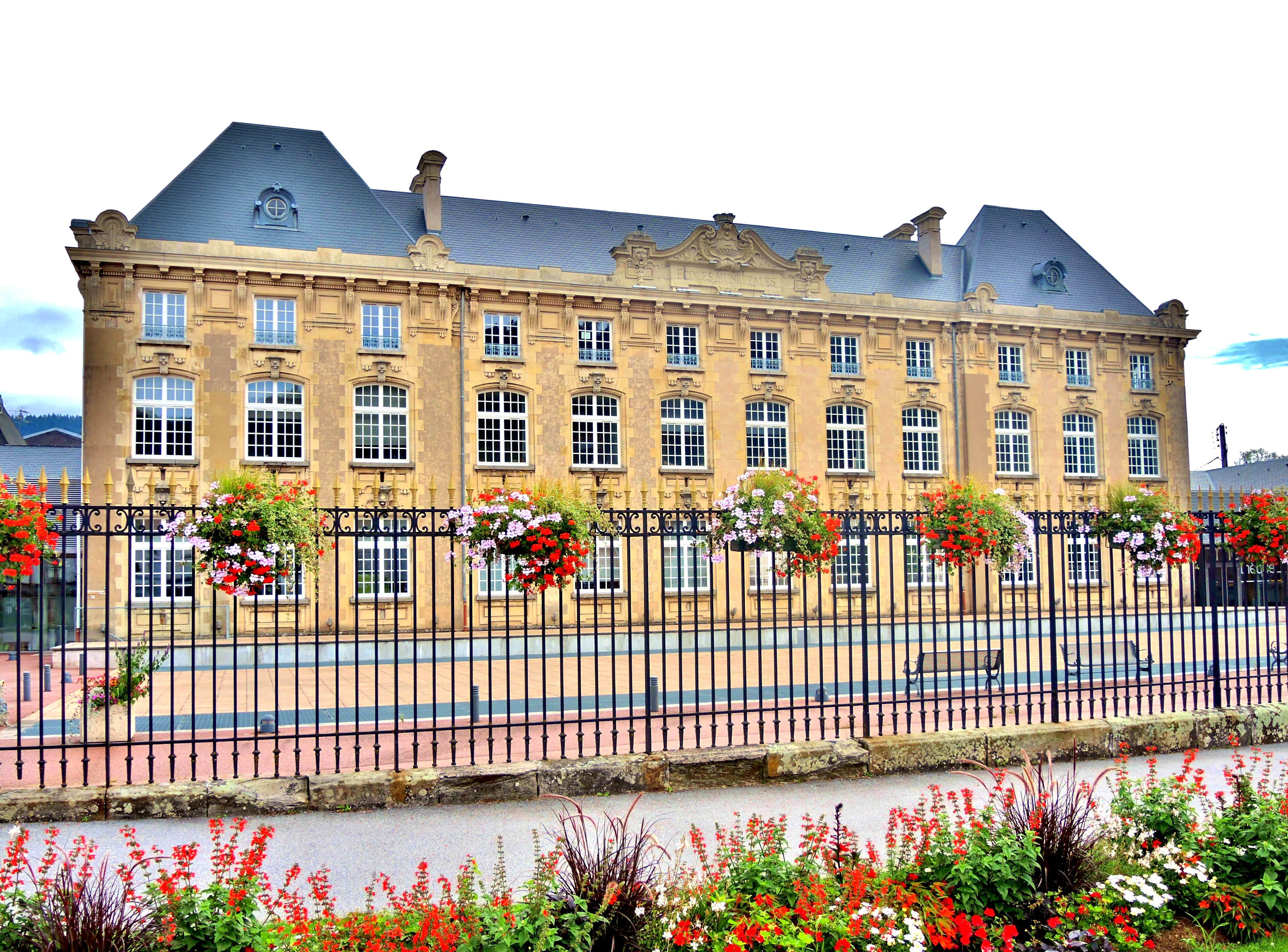
勒米尔蒙的一所学校

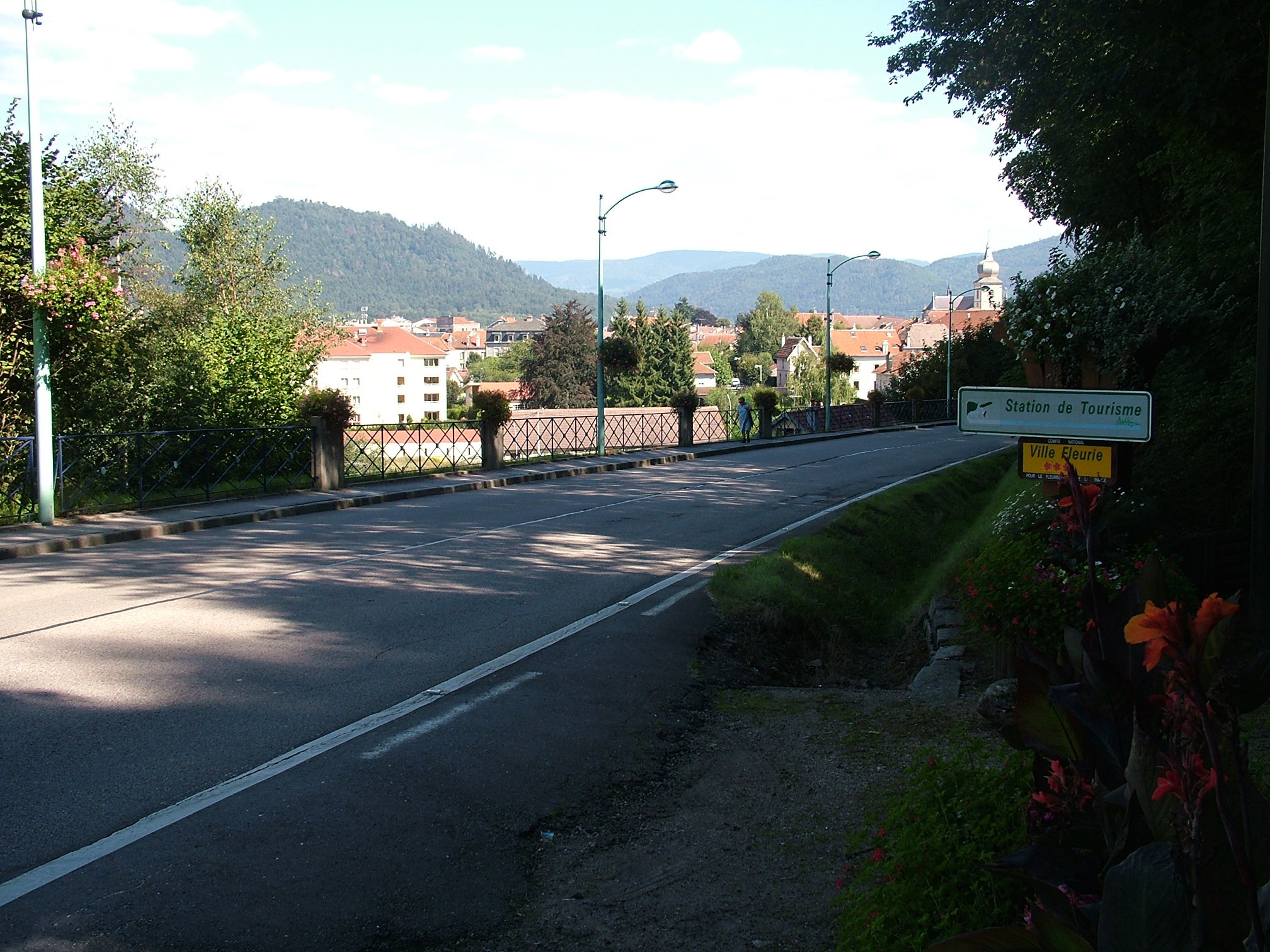
普隆比耶尔街

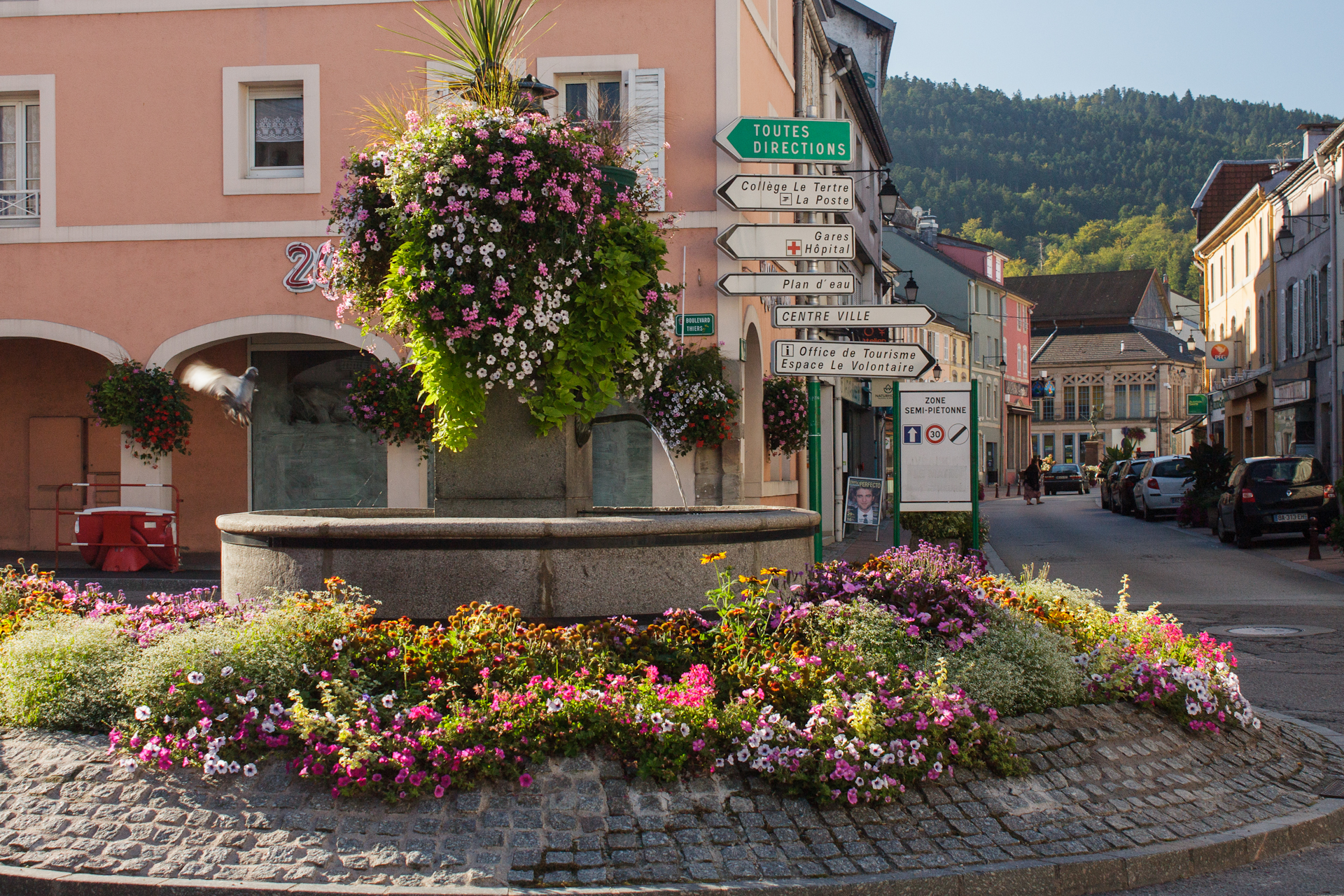
环岛街心喷泉

### 教育
勒米尔蒙属于南锡-梅斯学区。截止2020年1月1日，勒米尔蒙境内共有5所小学、3所初级中学、2所普通高中和2所职业高中。2018至2019学年度，勒米尔蒙境内共有在校中等教育阶段学生2,696名。

### 医疗
截止2020年1月1日，勒米尔蒙境内共有全科医生14名、保健师14名、牙医11名、护士16名、耳科医生1名、眼科医生3名、助产士1名和妇科医生2名。境内共有药房5家、养老院5家、残疾人帮扶中心1家。
勒米尔蒙中心医院（Centre Hospitalier de Remiremont）是法国的一个区域性医疗机构，其主病区位于勒米尔蒙市区，设有床位271个，是当地规模最大的公立综合性医院。

### 住房
2018年，勒米尔蒙境内共有各类住房4,890套，其中26.7%为独立式居民区，71.2%为集中式居民区。常住房屋占勒米尔蒙市镇范围内居民建筑总量的82.5%。
在住房保障政策方面，2020年，勒米尔蒙境内共有1,259户家庭获得了住房经济补助，受益人数占总人口数量的16.4%，其中1,228份为房租补助。

### 商业
2019年，勒米尔蒙境内共有各类实体商铺332家，其中餐厅51家、大型超市5家、杂货店4家、面包房17家、肉铺4家、书店7家、装饰品店1家、银行门店10家、美容美发店27家、汽车维修店10家。市中心建有一家卡西诺便民超市，市区东北部的圣艾蒂安-莱勒米尔蒙境内建有开放式商业街区，有E.Leclerc、Intersport等商场。

### 体育
2020年，勒米尔蒙境内共有1家游泳池、8间体育馆、2座综合体育场、8处网球场、1处马术场、1处足球或橄榄球场以及4处篮球或排球场。
截至2022年1月，勒米尔蒙-圣艾蒂安足球俱乐部（Remiremont Saint Etienne Football Club，编号582594）是当地唯一的注册足球俱乐部，2021至2022赛季参加大东部大区足球联赛（第八级别），其主场贝尚球场（Stade de Béchamp）位于市区北部，该球场于2020年进行了综合改造。

### 环境
勒米尔蒙的环境事务由其所属的南孚日山之门市镇公共社区负责。2019年，勒米尔蒙境内共有1家污染企业。

### 治安
2019年，勒米尔蒙市镇范围内共有1处派出所和1处宪兵队。2020年，该宪兵总队辖区内共5个市镇累计发生各类案件691起，其中盗窃类案件284起，经济类案件79起，毒品交易类案件65起。

## 文化
2020年，勒米尔蒙境内共有1家电影院和2家博物馆。勒米尔蒙市政府提供多媒体中心，每周二至六向公众开放。

### 建筑
勒米尔蒙境内有多处历史建筑，其中勒米尔蒙修道院是当地的地标性建筑物，其附属的勒米尔蒙圣母教堂、修道院宫以及市区内的多处喷泉被列入法国国家文物保护单位。

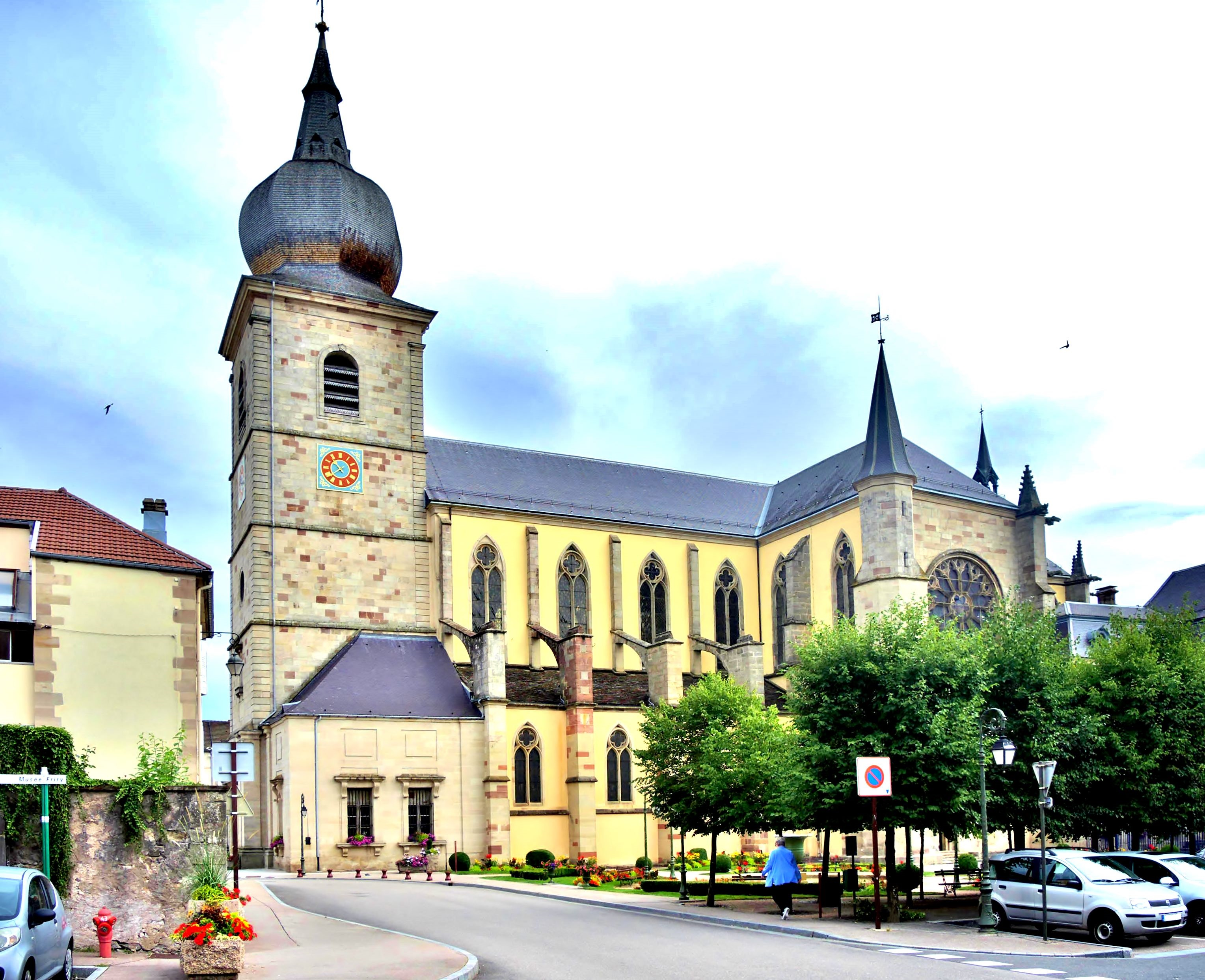
勒米尔蒙圣母教堂（法语：Église Notre-Dame de Remiremont）
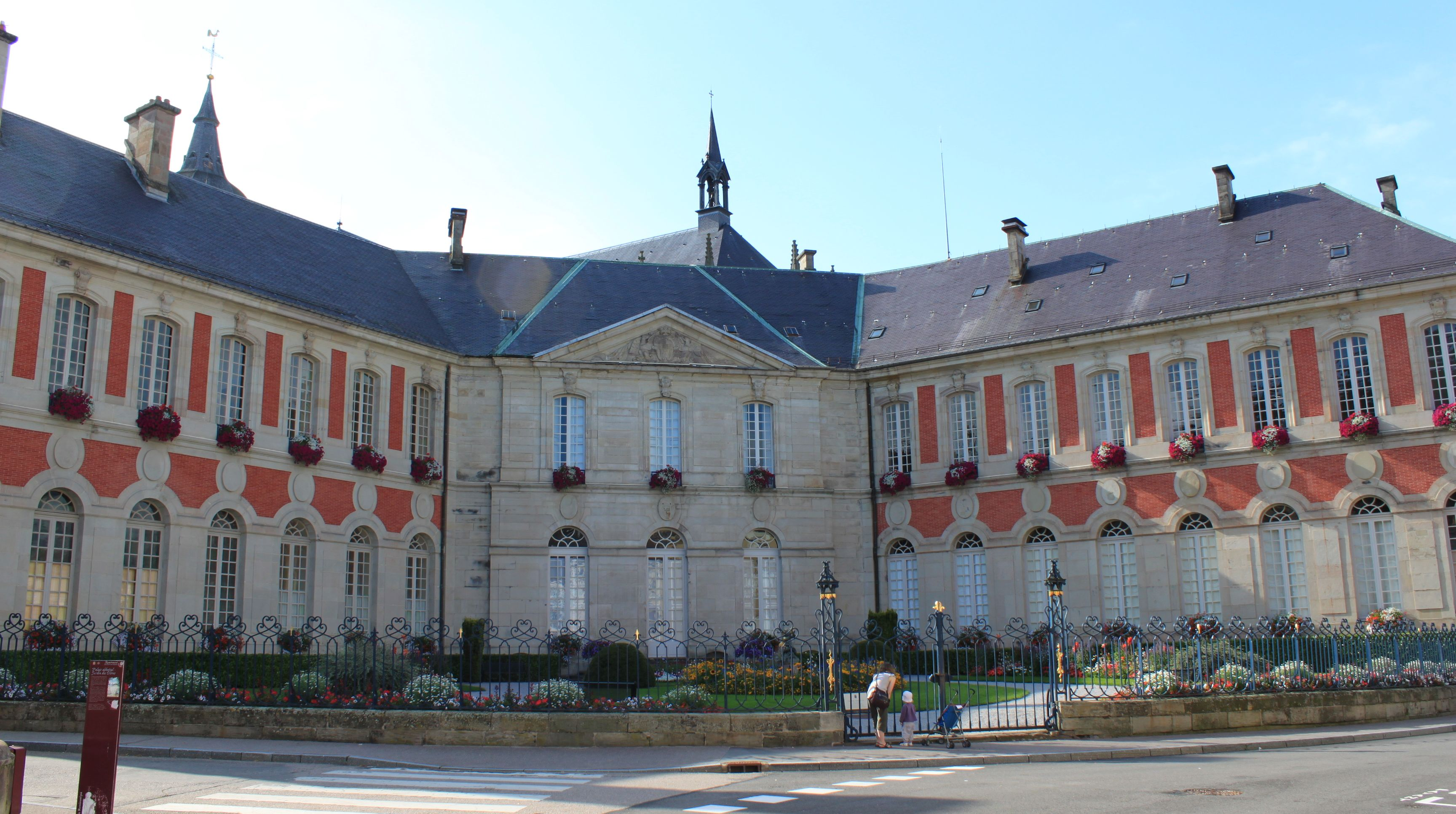
修道院宫
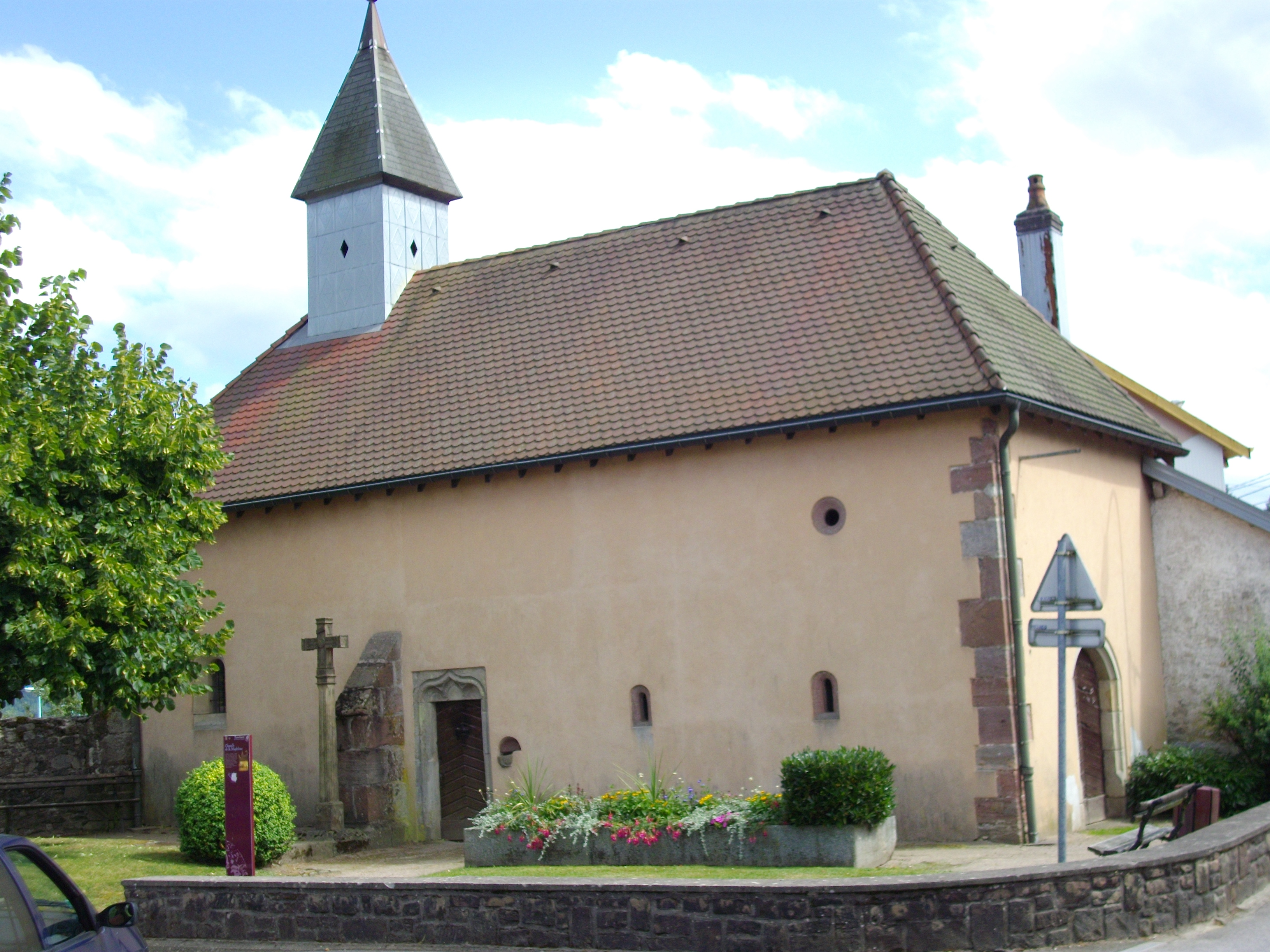
拉玛德莲小教堂（法语：Chapelle de la Madeleine de Remiremont）
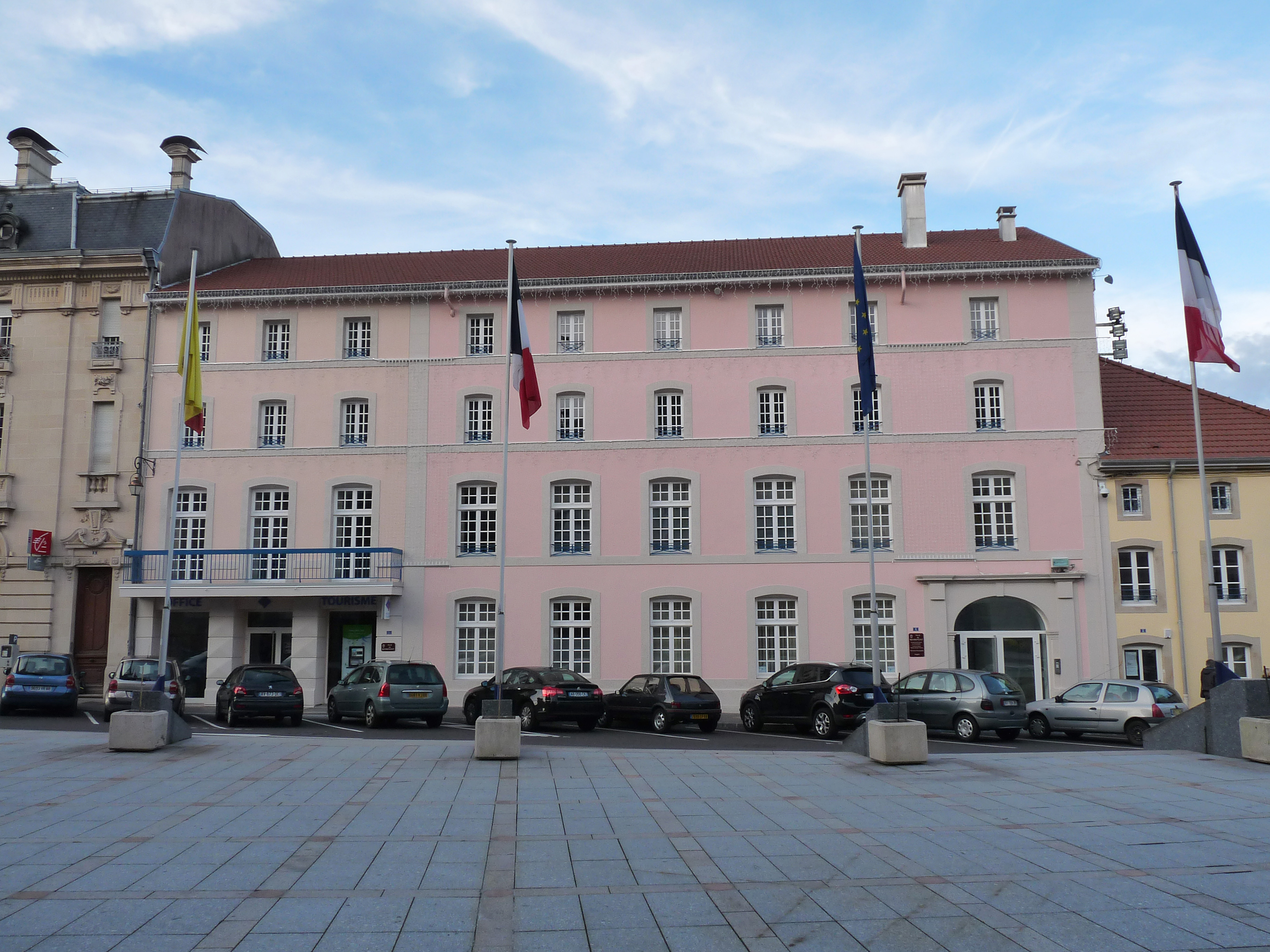
市档案局
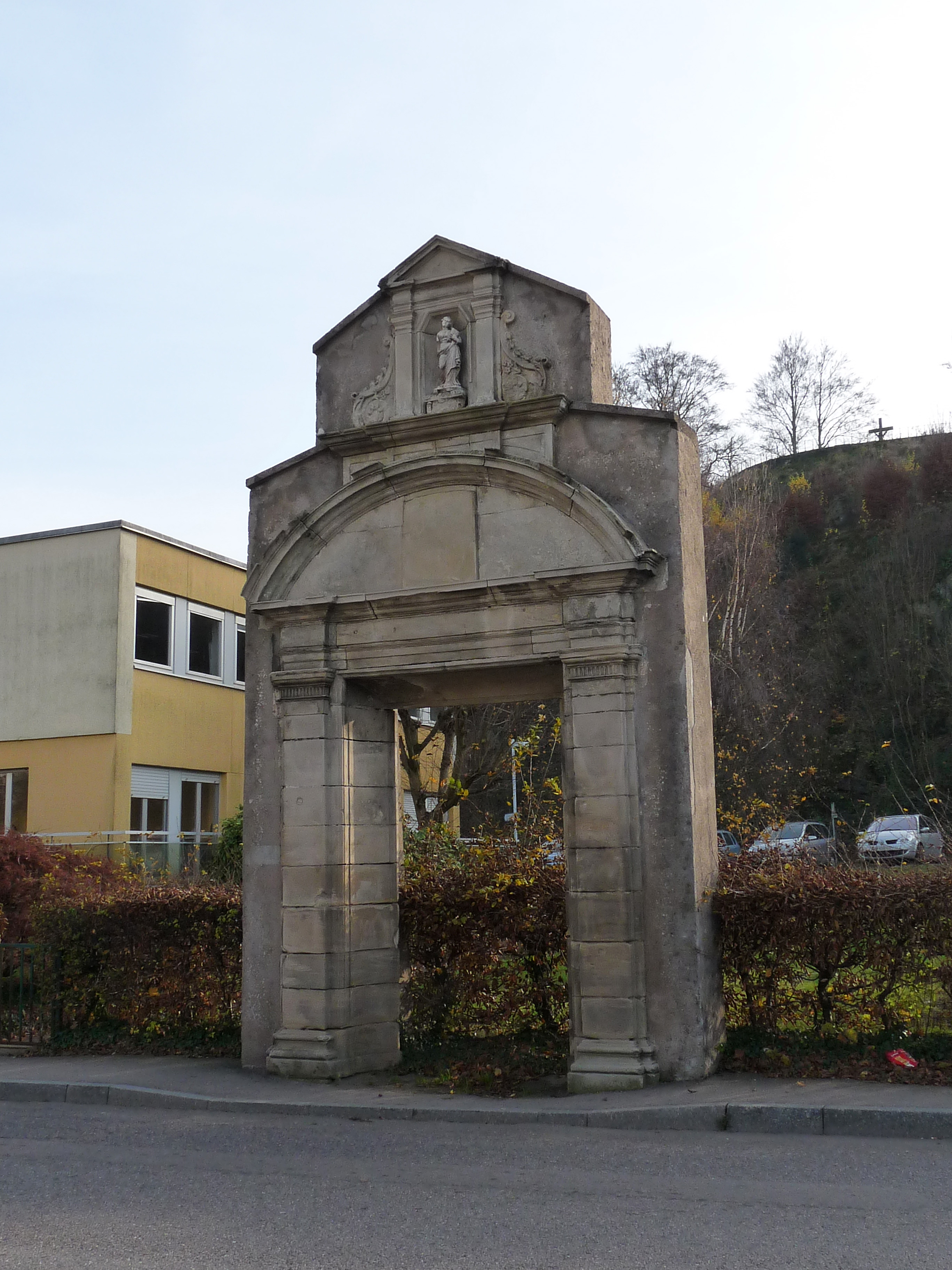
神学院旧址
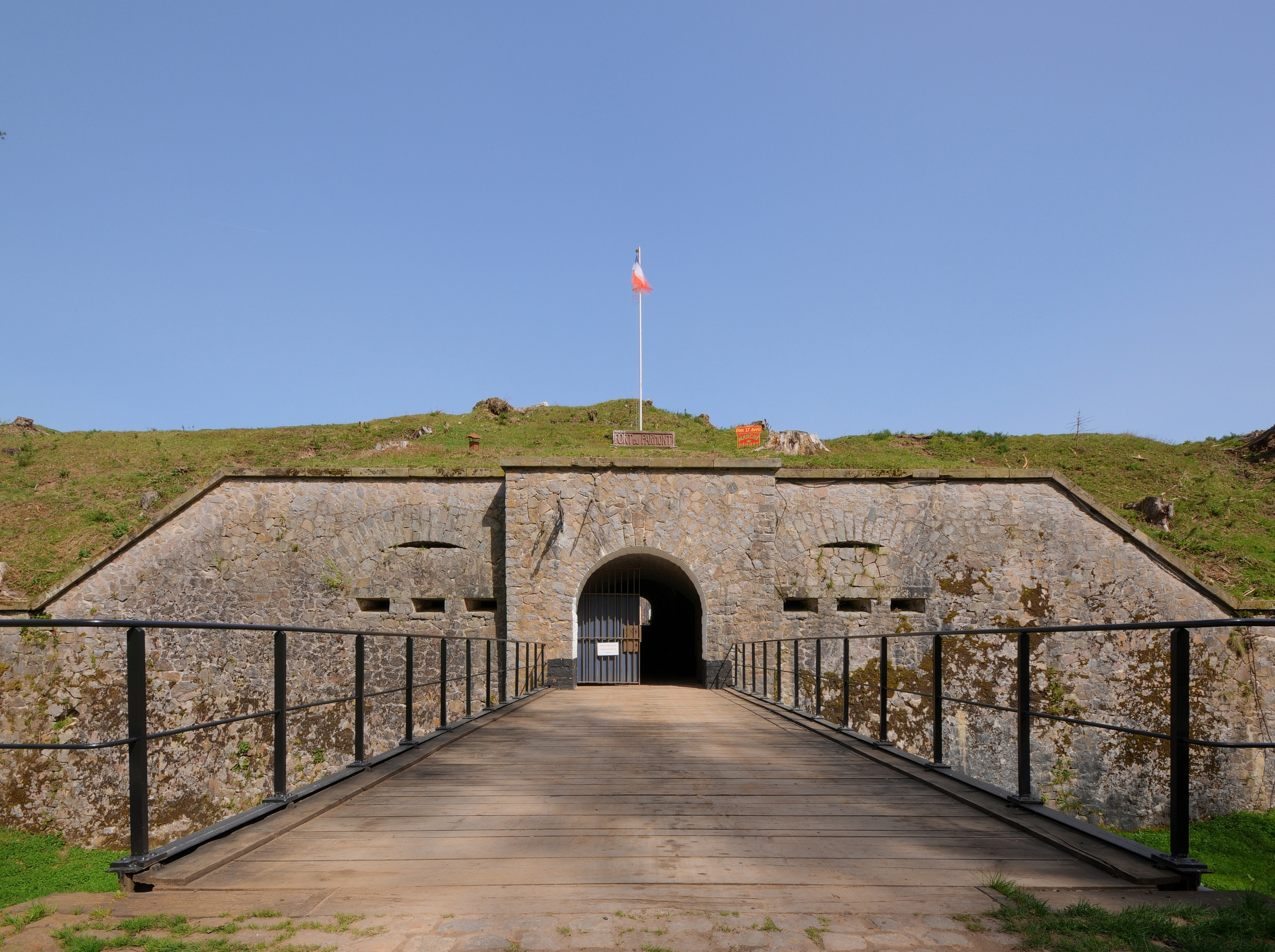
帕尔蒙城塞（法语：Fort du Parmont）
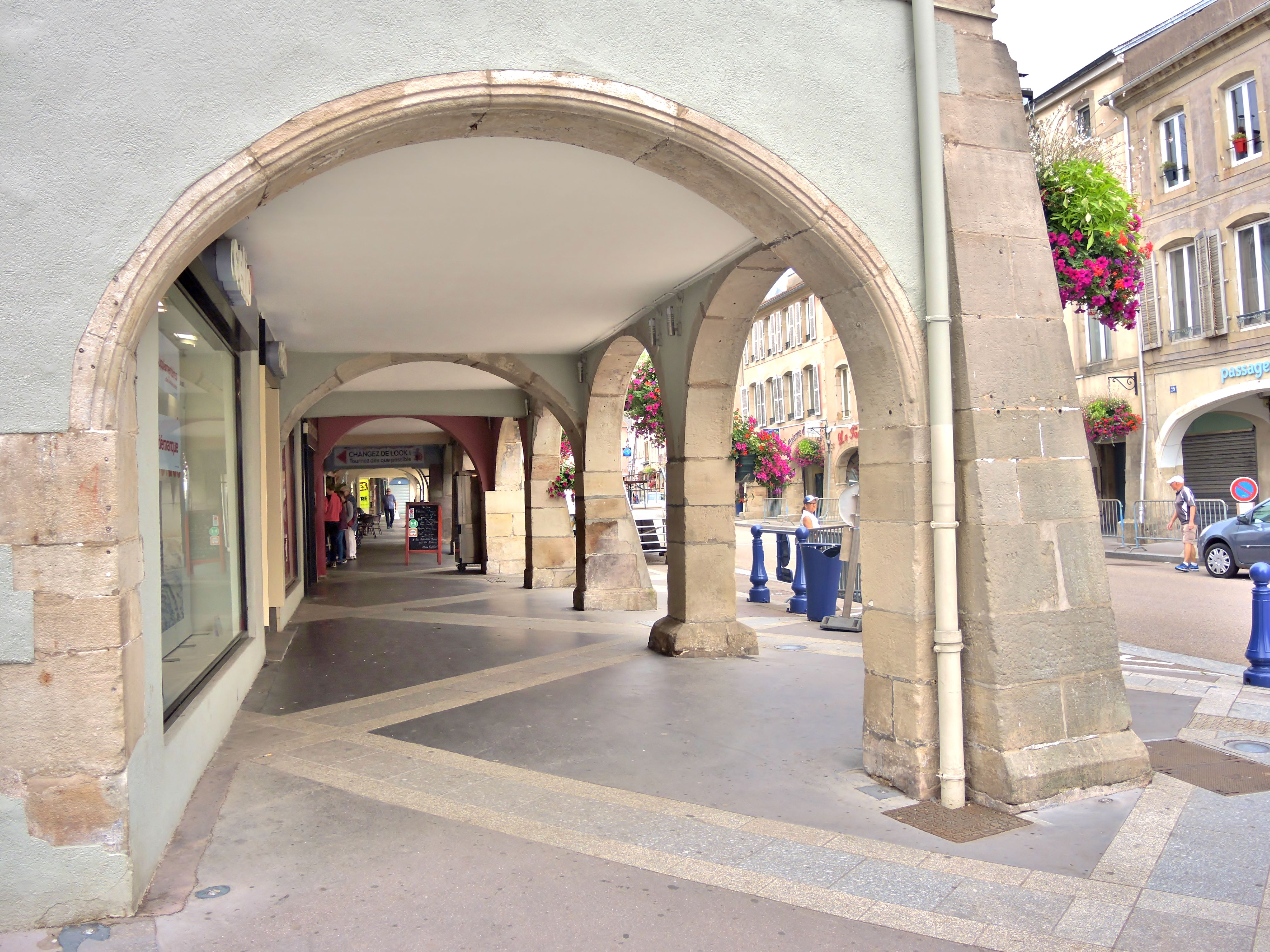
市中心的一处骑楼

### 旅游
勒米尔蒙的旅游事务由其所属的南孚日山之门市镇公共社区负责。2021年，勒米尔蒙境内共有3家酒店共计83间房间。

### 媒体
法国主要的媒体均可在勒米尔蒙接收，法国电视三台下属的大东部大区频道在部分时段播出勒米尔蒙所属区域的地方新闻。孚日电视台（Vosges TV）、蓝色法兰西南洛林广播、《孚日早报》、《百分百孚日》等为当地的主要地方性媒体。

## 相关人物
法国画家保罗·阿多尔、文学家莱昂·韦尔特、作曲家勒内·奥布里、前总理朱尔·梅利纳、建筑师安德烈·沃根斯基、自行车运动员朱利安·阿布萨隆、足球运动员纳比尔·巴哈和滑雪运动员克莱芒·诺埃尔出生于勒米尔蒙。
法国政治家、参议院主席克里斯蒂安·蓬斯莱曾于1983至2001年间担任勒米尔蒙市长职务，他于2020年9月11日逝世于勒米尔蒙。

## 友好城市
截至2022年1月，勒米尔蒙暂未建立任何友好城市关系。